# NGC 3310
NGC 3310 é uma galáxia espiral da constelação de Ursa Maior. Possui uma magnitude aparente de 10,6, uma declinação de +53º 30' 10" e uma ascensão reta de 10 horas 38 minutos 45,9 segundos.